# Bomolochus ensiculus
Bomolochus ensiculus – gatunek widłonoga z rodziny Bomolochidae. Opisał go w 1970 roku amerykański biolog Roger F. Cressey, nadając mu nazwę Parabomolochus ensiculus.